# شاهدانگان
شاهدانگان (Cannabaceae) تیره‌ای از گیاهان گلدار هستند.
این تیره شامل ۱۷۰ گونه است که در ۹ تا ۱۵ سَرده (جنس) دسته‌بندی شده‌اند. سرده‌های مهم شاهدانگان عبارتند از شاهدانه‌ها، رازک‌ها و داغداغان‌ها.
سردهٔ داغداغان‌ها با ۱۰۰ گونه، بزرگ‌ترین سرده از شاهدانگان است.